# Agrilus lecontei
Agrilus lecontei es una especie de insecto del género Agrilus, familia Buprestidae, orden Coleoptera. Fue descrita científicamente por Saunders, 1871.
Se encuentra en el sur de Estados Unidos y en México. Se alimenta de una variedad de plantas, entre ellas Celtis.

## Subespecies
- Agrilus lecontei celticola Fisher, 1928
- Agrilus lecontei lecontei Saunders, 1871